# 1965年6月14日月食
1965年6月14日月食为一次在协调世界时1965年6月14日出現的月偏食。該次月食半影食分為1.261、全影食分為0.182。偏食維持了51分。

## 概述
這次月食的食分是17.47，偏食維持了51分。

## 基本參數
- 類型：月偏食
- 食甚資料：
  - 日期：1965年6月14日
  - 時間：1:49
  - 月球位置：赤經17.47度、赤緯-24.1度
  - 食分：半影食分：1.261、全影食分：0.182
  - 持續時間：偏食51分

## 外部連結
- NASA月食專頁（页面存档备份，存于）（英文）